# Máquina Z
A Z machine (em português: Máquina Z) é o maior gerador de raios X do mundo, concebido para testar o comportamento dos materiais em altas temperaturas e pressão. É operada pelos laboratórios Sandia National Laboratories para a pesquisa e simulação de armas nucleares.
O funcionamento da máquina passa pela libertação de um impulso eléctrico e o seu campo magnético associado. A energia resultante da descarga dos 20 milhões de amperes vaporiza uma camada fina de fios de tungstênio, e um poderoso campo magnético destrói o plasma envolvente. O plasma, em colapso, produz raios-X que provocam uma onda de choque contra o material em teste. A forte flutuação no campo magnético (ou "pem") gera também corrente em todos os objetos metálicos na câmara.
A máquina Z deve o seu nome ao fato da corrente se deslocar verticalmente até ao alvo, o que é convencionalmente designado como o eixo z (x e y são tipicamente horizontais).
Foi concebida originalmente para produzir 50 terawatts de potência num único impulso, embora os avanços tecnológicos tenham permitido aumentá-la para 290 terawatts, habilitando a máquina ao estudo da fusão nuclear. A Z liberta potência eléctrica 80 vezes superior ao consumo mundial de eletricidade, isto durante alguns trilionésimos de segundo. Note-se que, no entanto, apenas uma pequena porção de eletricidade é consumida durante cada teste (sensivelmente igual ao consumo de 100 casas durante dois minutos). Antes do disparo, é necessário recarregar (lentamente) alguns geradores Marx.
Os laboratórios Sandia anunciaram a fusão de deutério na máquina Z a 7 de Abril de 2003. Entretanto, foi disponibilizado um orçamento de 60 milhões de dólares em 2004 que irá aumentar a potência de saída para 350 terawatts. A saída de raios-X irá rondar os 2,7 megajoules.
Atualmente, a máquina Z permite deslocação de pequenas placas a 34 quilômetros por segundo, ou seja, mais rápido que os 30 quilômetros por segundo da velocidade com que a Terra viaja na sua órbita ao redor do Sol, e três vezes mais rápido que a sua velocidade de escape.
Em 2006, a máquina Z produziu plasmas com temperaturas além dos 2 GK (109 K) ou 3,6 biliões de °F. Os cientistas do projeto estavam pouco convencidos dos resultados e, após quatorze meses de simulação assistida por computador e outros testes, conseguiram concluir que os resultados são, de fato, válidos. Crê-se que os plasmas de elevadas temperaturas foram conseguidos utilizando uma combinação de fios de aço em vez dos normais de tungstênio.